# Arturo Angeles
Pour les articles homonymes, voir Angeles (homonymie).
Arturo Angeles, né le 12 septembre 1953, est un ancien arbitre américain de soccer, qui fut arbitre international de 1989 à 1998. 

## Carrière
Il a officié dans des compétitions majeures :
- Coupe du monde de football des moins de 20 ans 1989 (1 match) ;
- Gold Cup 1991 (2 matchs) ;
- JO 1992 (2 matchs) ;
- Copa América 1993 (1 match) ;
- Coupe du monde de football de 1994 (1 match) ;
- Coupe des États-Unis de football 1998 (finale).